# هيام نويلاتي
هيام رمزي نويلاتي (1351 - 1398 هـ / 1932 - 1977 م) شاعرة وكاتبة وأديبة وصحفية من دمشق، سورية.

## حياتها
ولدت في دمشق وتلقت تعليمها المدرسي فيها. التحقت بجامعة دمشق في عام 1954 ودرست ثقافة عامة في السنة الأولى وعلم النفس والأخلاق في الثانية، والفلسفة العامة والمنطق في الثالثة، وتاريخ الفلسفة والفلسفة العربية في الرابعة، فحصلت على إجازة في الآداب قسم الفلسفة في عام 1958. ثم أتمت عام تمهيدي لشهادة الماجستير في قسم الدراسات الفلسفية العليا بجامعة القاهرة.
بدأت بالعمل كصحفية منذ عام 1953 أجرت مقابلات مع العديد من مشاهير الفن والأدب مثل أم كلثوم (مطربة)، وعبد الحليم حافظ، ومحمد فوزي، ومديحة يسري. كما عملت كموظفة في عددٍ من الدوائر الحكومية السورية. كانت عضوًا في اتحاد الكتاب العرب.
تزوجت من عبد الغني قنوت وأنجبت ابنتها لمى قنوت في ١٩٦٣ وابنها أحمد قنوت في ١٩٦٥. توفيت في عام ١٩٧٧ بعد صراع من مرض السرطان.

## أعمالها
يدور جلّ شعرها حول تجاربها الذاتية والوجدانية. كتبت معبرة عن انكسارات الوطن، وعن ثوراته من أجل الحرية. يخالطها حزن دفين يكشف عن حالة من الاستسرار والإحساس بالقهر والحصار. كتبت الشعر باتجاهيه التقليدي الذي يلتزم الوزن والقافية، والجديد الذي يلتزم النظام السطري إطارًا له مع احتفاظه بما توارث من
الأبحر الخليلية، وهو الاتجاه الغالب في تجربتها. تتسم لغتها بالتدفق واليسر، وخيالها بالجدة والنشاط.
لها في مجال الرواية:
- في الليل - مطبعة الصرخة - دمشق 1958 م
- أرصفة السأم - بالاشتراك - 1973 م

ولها عدد من الدواوين:
- الهرب - 1973 م
- القضية - 1973 م
- تشرين - 1973 م
- كيف تمحى الأبعاد - 1974 م
- وشم على الهواء - 1974 م
- زوابع الأشواق - 1974 م
- مدينة السلام - 1974 م
- المعبر الخطر - 1975 م
- يا شام - 1977 م

ولها من المؤلفات: الغزالي - عقيدته وحياته - أطروحة جامعية - 1958 م.